# کونوویتسا
کونوویتسا (به صربی: Kunovica) یک منطقهٔ مسکونی در صربستان است که در Niška Banja واقع شده‌است.